# Così come eravamo
Così come eravamo (Just the Way You Are) è un film del 1984 diretto da Édouard Molinaro.

## Trama
Susan è una flautista diversamente abile di Filadelfia,  costretta fin dall'infanzia a indossare un tutore per le gambe. È pronta a contrarre un matrimonio con Frank, un suo amico gay, per aiutarlo a nascondere la sua sessualità in modo che possa andare avanti negli affari e ottenere una grande promozione, ma alla fine decide di non farlo. Decide di fare una tournée di concerti in Europa. Mentre si trova a Parigi, le viene l'idea di camuffare la gamba ingessandola e di viaggiare da sola sulle Alpi francesi. Si innamora di Peter, un fotografo di notizie, il quale lascia la sua insopportabile e narcisista fidanzata Bobbie per lei. A questo punto, Susan si vede costretta a rivelare a Peter la verità.